# Гостионица у Тополи
Гостионица у Тополи подигнута је заслугом и за време владавине кнеза Александра Карађорђевића, преко пута западне стране тополског утврђења.
У документима из 19. века ова грађевина се назива „меана I класе”, зидана је каменом и покривена ћерамидом, подигнута је у стилу најбољих друмских ханова, какви су се тридесетих година 19. века почели плански постављати на главним саобраћајницама ради прихвата и преноћишта путника, каравана и гостију. Но, с обзиром на резиденцијални карактер тополског града, ова „гостилница” је имала придворску намену. Служила је у првом реду за одседање високих достојанственика, посетилаца и гостију кнеза Александра. Оивичена са источне и јужне стране дугим ходником, који се одликује снажним стубовима и лучним сводовима трема са аркадама, гостионица је имала, поред две веће одаје за преноћиште (једна за мушкарце, а друга за жене са децом), пространу салу за боравак и обедовање, кујну, више помоћних просторија и стан за гостионичара. Трем је несумњиво омогућавао изузетно угодно одмарање и предах са отвореним видиком према утврђеном тополском граду, Kарађорђевом конаку и шумовитом Опленцу. 
За време Другог светског рата окупатор је ову зграду користио као тамницу.